# Gud ånder på øjet, når det græder
Gud ånder på øjet, når det græder er en dansk dokumentarfilm fra 1991 med instruktion og manuskript af Anne Hjort.

## Handling
En række mennesker fortæller om en stærk krise i deres liv. De har alle mistet et nyfødt barn. Og de vidste, at det barn, der skulle til verden, ville være dødt, når det blev født. Hvordan reagerede de før og efter, at det døde barn blev født?